# Caucher Birkar

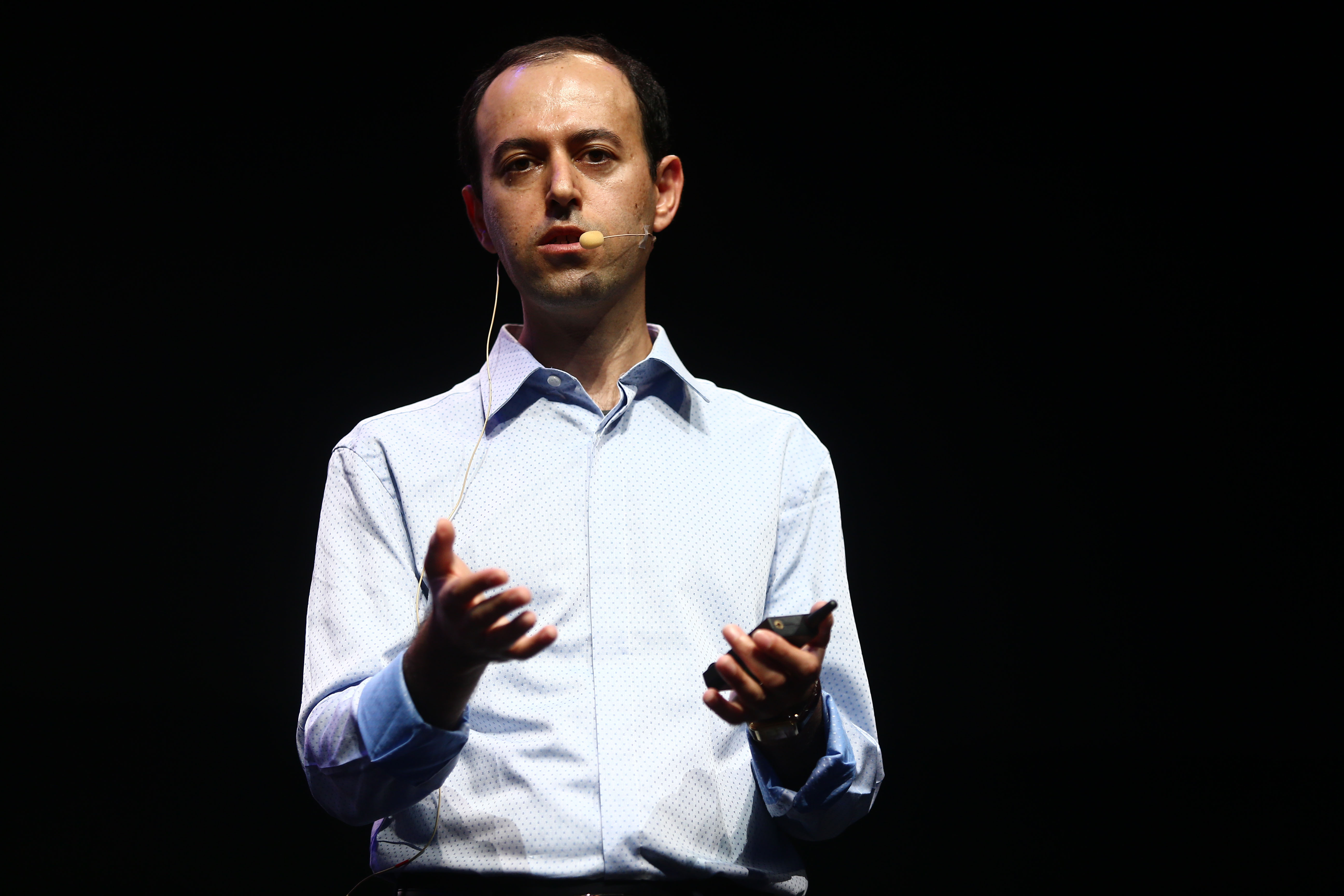
Birkar in 2018

Caucher Birkar (geboren als Fereydoun Derakhshani; juli 1978) is een Iraans-Koerdische wiskundige en hoogleraar aan de Tsinghua-universiteit en de Universiteit van Cambridge.
Birkar levert een belangrijke bijdrage aan de moderne birationale meetkunde. In 2010 ontving hij de Leverhulme-prijs voor wiskunde en statistiek voor zijn bijdragen aan de algebraïsche meetkunde. In 2016 deelde hij de AMS Moore-prijs voor het artikel Existence of minimal models for varieties of log general type. In 2018 ontving hij de Fields-medaille "voor zijn bewijs van de beperktheid van Fano-variëteiten en bijdragen aan het minimale modelprogramma". In zijn kantoor aan de universiteit heeft Birkar twee foto's van Alexander Grothendieck, zijn favoriete wiskundige, die net als Birkar een vluchteling was en een Fields-medaillewinnaar.
Samen met Paolo Cascini, Christopher Hacon en James McKernan heeft Birkar verschillende vermoedens opgelost, waaronder het bestaan van log-flips, de eindige generatie van log-kanonieke ringen en het bestaan van minimale modellen voor variëteiten van het algemene log-type, voortbouwend op eerder werk van Vyacheslav Shokurov en Hacon en McKernan.

## Biografie
Birkar werd geboren in 1978 op een boerderij in Marivan in de Iraanse provincie Kordestan. Hij groeide op tijdens de oorlog tussen Iran en Irak. Hij had vijf broers en zussen en leerde tijdens de eerste schooljaren veel wiskunde van zijn broers. Na zijn afstuderen aan de middelbare school studeerde Birkar wiskunde aan de Universiteit van Teheran, waar hij zijn bachelordiploma behaalde. 
Hij ontving in 2000 de derde prijs in de International Mathematics Competition for University Students en verhuisde kort daarna, terwijl hij nog aan de universiteit studeerde, als vluchteling naar Groot-Brittannië. Daar vroeg hij om politiek asiel. In 2001-2004 was Birkar een doctoraatsstudent aan de Universiteit van Nottingham. In 2003 ontving hij de Cecil King Travel Scholarship van de London Mathematical Society als de meest veelbelovende promovendus. Toen hij naar Groot-Brittannië emigreerde, veranderde hij zijn naam in Caucher Birkar, wat 'migrant-wiskundige' betekent in het Koerdisch.